# Global Geosites d'Espanya

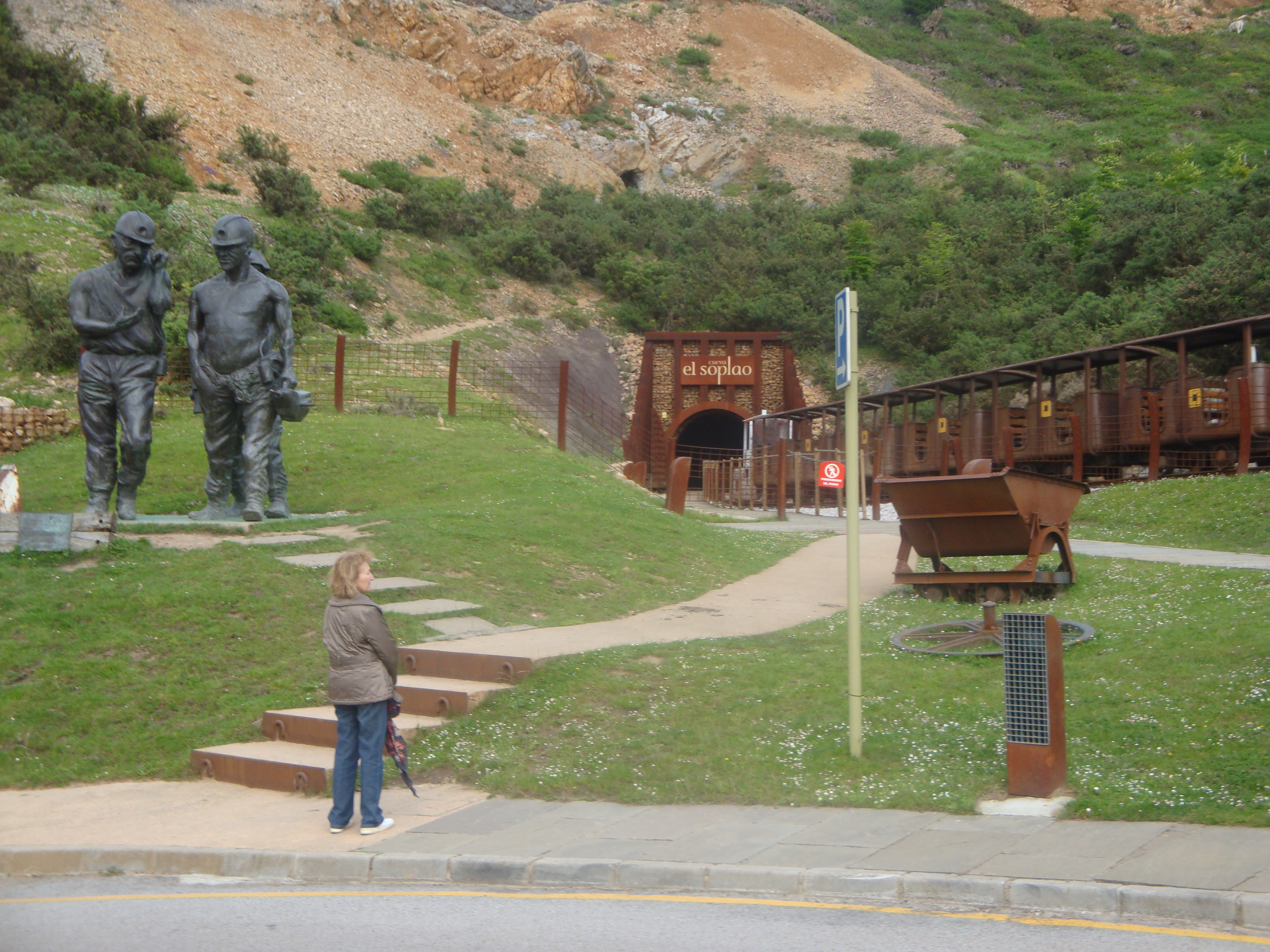
Cova d'El Soplao (Herrerías, Cantàbria), al geosite UR004: «Jaciment de Zn-Pb de La Florida i Cova del Soplao» (context geològic «Mineralitzacions de Zn-Pb i Fe de l'Urgonià de la Conca Basc-Cantàbrica»).

Els Global Geosites són llocs situats a Espanya, d'interès geològic internacional, proposats com a candidats a representar el patrimoni geològic de la Terra. Estan seleccionats seguint els criteris del Projecte Global Geosites, coordinat per la Unió Internacional de Ciències Geològiques i la UNESCO per a la protecció del patrimoni geològic internacional. L'interès de cada lloc pot estar relacionat amb aspectes tectònics, paleontològics, estratigràfics, metalogènics, petrològics, geoquímics o geomorfològics. L'inventari, a càrrec de l'Institut Geològic i Miner d'Espanya en col·laboració amb la Societat Geològica d'Espanya, constava de 144 llocs de rellevància internacional, agrupats dins 21 contextos geològics, fins al 2013.

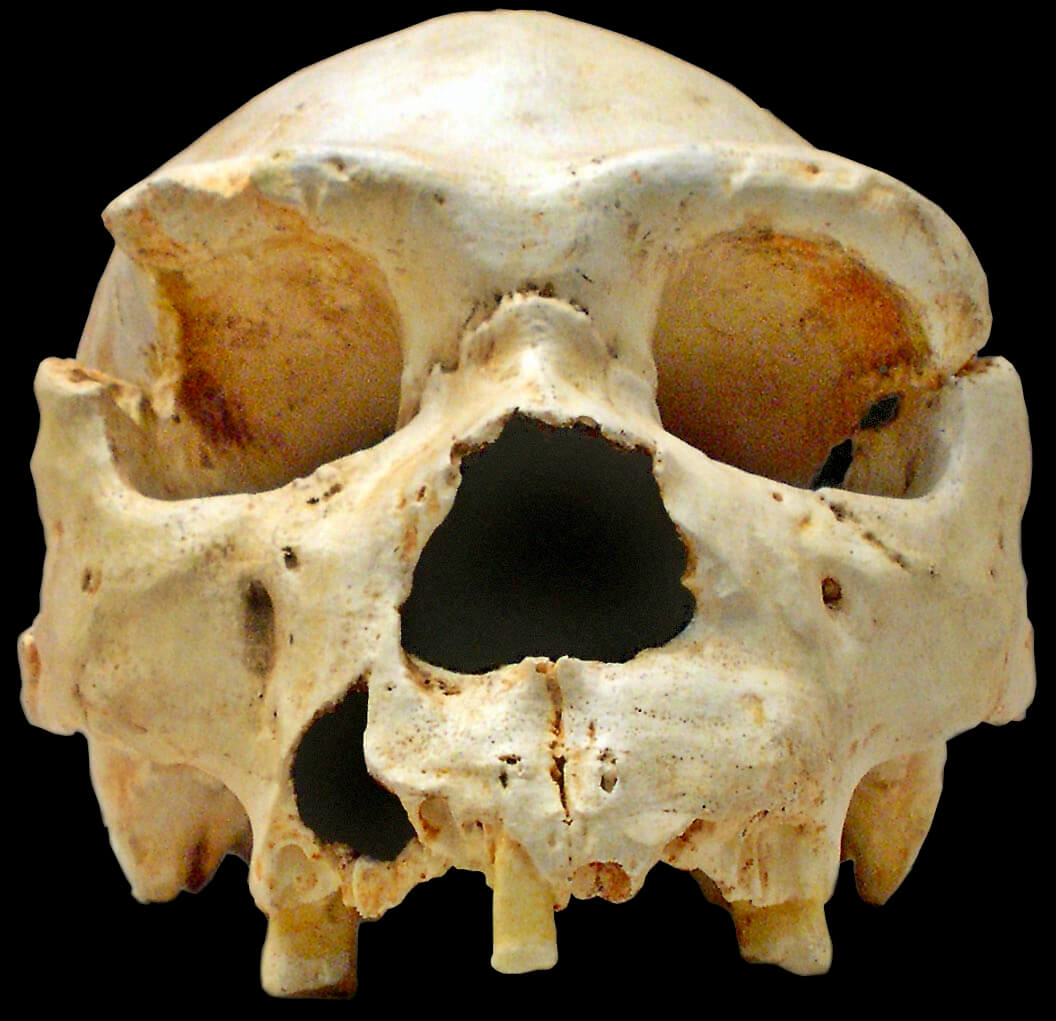
Crani número 5 de la Sima de los Huesos (Ibeas de Juarros, Burgos), situada al geosite VP006: «Atapuerca» (context geològic «Jaciments de vertebrats del Pliocè-Plistocè espanyol»).

Els geosites s'agrupaven el 2013 en vint-i-un contextos geològics:
| - L'orogènesi varisca ibèrica - Les successions estratigràfiques del Paleozoic inferior i mitjà - El Carbonífer de la Zona Cantàbrica - La Faixa Pirítica Ibèrica - Mineralitzacions de mercuri a la regió d'Almadén - El rifting de Pangea i les successions mesozoiques de les Serralades Bètiques i Ibèrica - Mineralitzacions de plom‐zinc i ferro del'Urgonià de la conca basco‐cantàbrica - Fòssils i icnofòssils del Mesozoic continental - El Límit Cretàcic–Paleogen (K/Pg) - Les conques sinorogèniques surpirenaiques - Les unitats olistostròmiques de l'avantpaís bètic - L'extensió del Miocè al domini d'Alborán | - Vulcanisme neogen i quaternari de la península Ibèrica - Edificis i morfologies volcàniques de les illes Canàries - Episodis evaporítics messinians - Les conques cenozoiques continentals i els jaciments associats del Llevant espanyol - Jaciments de vertebrats del Pliocè - Xarxa fluvial, ranyes i relleus apalatxians del Massís Ibèric - Costes de la península Ibèrica - Sistemes càrstics en carbonats i evaporites de la península Ibèrica i les Balears - Complexos ofiolítics de la península Ibèrica |

## Història
L'Institut Geològic i Miner d'Espanya va començar el 1999 l'encàrrec de realitzar l'inventari dels Global Geosites espanyols, pel que va formar un equip multidisciplinari i va consultar 55 institucions espanyoles, que incloïen tots els departaments de geologia o mineria de les universitats espanyoles, així com a tots els centres de recerca i societats científiques relacionades amb les Ciències de la Terra. D'aquestes consultes va sorgir el marc dels contextos geològics de rellevància internacional representats a Espanya. Entre 2001 i 2007, un equip de 44 especialistes procedents de diferents institucions va seleccionar i va descriure els 144 llocs que millor representaven aquells contextos. La Comissió de Patrimoni Geològic de la Societat Geològica d'Espanya i l'Il·lustre Col·legi Oficial de Geòlegs d'Espanya van utilitzar la llista dels llavors 20 contextos geològics del projecte Global Geosites d'Espanya per a les seves al·legacions i esmenes a la Llei 42/2007 de «Patrimoni Natural i de la Biodiversitat», en la qual per primera vegada es contempla la protecció de la geodiversitat a Espanya. La llista figura com annex VIII-2 de la citada Llei. El desembre de 2013, després de tenir en compte les al·legacions presentades, es va fixar definitivament la llista de contextos geològics.